# Gino Giaroli
Gino Giaroli (Reggio nell'Emilia, 27 giugno 1924 – Reggio nell'Emilia, 23 maggio 1991) è stato un allenatore di calcio e calciatore italiano, di ruolo difensore.

## Caratteristiche tecniche

### Giocatore
Impiegato inizialmente come attaccante, viene riconvertito in terzino da János Vanicsek durante la sua militanza nella Reggiana. Abile nella marcatura a uomo, era robusto ma velocissimo; abile rigorista, era solito calciare di potenza piuttosto che di precisione.

## Carriera

### Giocatore
Inizia la carriera nella Reggiana, scoperto da Árpád Hajós: con i granata disputa quattro campionati, tre dei quali da titolare, segnalandosi come uno dei migliori difensori del campionato. Nel 1949 viene ceduto al Palermo, con cui esordisce in Serie A l'11 settembre 1949 in Como-Palermo (1-0). Per cinquantasette anni ha detenuto il record di presenze in massima serie con la maglia del Palermo, 151, raggiunto il 2 febbraio 2011 da Mattia Cassani nella 23ª giornata del campionato di Serie A vinta per 2-1 contro la Juventus.
Ha giocato in massima serie anche con la maglia del Lanerossi Vicenza, chiudendo la carriera nel Moglia.

### Allenatore
Dopo il ritiro diventò allenatore delle formazioni giovanili della Reggiana, poi ebbe esperienze allo Schio, al Carpi, al Como e alla Pistoiese.

## Palmarès

### Giocatore

#### Competizioni nazionali
- Serie B: 1

Lanerossi Vicenza: 1954-1955